# Гимн Балеарских островов
Балангера — официальный гимн Балеарского острова Мальорка, Испания. Он основан на стихотворении Жоан Альковер и Маспонс о древней майоркской детской песенке. Музыка написана каталонским композитором Амадеу Вивесом, и в ноябре 1996 года Совет острова Майорка сделал ее гимном острова.

## Текст

### Каталонский[2][3][4][5]
La Balanguera misteriosa,

com una aranya d’art subtil,

buida que buida sa filosa,

de nostra vida treu el fil.

Com una parca bé caviŀla

teixint la tela per demà
La Balanguera fila, fila,

la Balanguera filarà.
Girant la ullada cap enrera

guaita les ombres de l’avior,

i de la nova primavera

sap on s’amaga la llavor.

Sap que la soca més s’enfila

com més endins pot arrelar
De tradicions i d’esperances

tix la senyera pel jovent

com qui fa un vel de noviances

amb cabelleres d’or i argent

de la infantesa qui s’enfila

de la vellura qui se’n va.

### Русский язык
Таинственная Балангера,

Подобно пауку тонко и искусно,

Опустошает своё вращающееся колесо

И тянет нить наших жизней,

Как богини Парки, она хорошо размышляет,

Прядя ткань завтрашнего дня.

Балангера вертится, вертится,

Балангера будет вертеться.

 

Обращая свой взор на прошлое,

Она сторожит оттенки родословной,

И новой весны,

Которая знает, где спрятано семя.

Она знает, что чем выше лоза взбирается ввысь,

Тем глубже уходят её корни.

 

Из традиций и надежд

Она прядёт саньеру молодости,

Как та, что прядёт свадебную вуаль

Златыми и серебряными волосами

Детства, которое растёт,

Зрелости, которая уходит.